# جیجاق بنفش‌فام
جیجاق بنفش‌فام (نام علمی: Cyanocorax cyanomelas) نام یک گونه از سرده جیجاق‌های کاکلی است.